# Айлагуш
Айлагу́ш (устар. Эйлягуш) — река в России, протекает по Онгудайскому району Республики Алтай. Устье реки находится в 325 км от устья Катуни по правому берегу. Длина реки составляет 56 км, площадь водосборного бассейна — 347 км². Высота устья — 643 м над уровнем моря.

## Притоки
- Саракол (пр)
- Нижний Караярык (пр)
- Кол (лв)
- Нижний Караозен (пр)
- Едубаран (пр)
- Берлю (лв)
- Кожейлю (пр)
- Тыльмеш (пр)
- Тойлюарт (лв)
- Кыргысту (пр)
- Тураарт (пр)
- Яан-Яролу (лв)

## Данные водного реестра
По данным государственного водного реестра России относится к Верхнеобскому бассейновому округу, водохозяйственный участок реки — Катунь, речной подбассейн реки — Бия и Катунь. Речной бассейн реки — (Верхняя) Обь до впадения Иртыша.